# Trịnh Đăng Toàn
Trịnh Đăng Toàn (25 tháng 3 năm 1953), bút danh Đăng Toàn, là một nhà soạn nhạc cho sân khấu truyền thống và âm nhạc giao hưởng thính phòng người Việt Nam.

## Tiểu sử

### Tuổi thơ và niên thiếu
Trịnh Đăng Toàn được sinh ra trong một ngôi làng nhỏ ở huyện Lương Tài, tỉnh Bắc Ninh thuộc Việt Nam. Từ nhỏ ông được cho là có năng khiếu âm nhạc và được đào tạo chính quy qua nhiều trường lớp.
Năm 14 tuổi ông bắt đầu theo học lớp trung cấp nhạc dân tộc tại trường Nghệ thuật sân khấu Việt Nam (tiền thân của Đại học Sân khấu Điện ảnh) khóa 1967-1971. Sau đó tham gia dàn nhạc của đoàn nghệ thuật tỉnh với tư cách là nhạc công chơi đàn tam thập lục.
1976-1979, ông được cử đi học lớp sáng tác, chỉ huy dàn nhạc dân tộc (lớp nhạc trưởng) do trường Đại học sân khấu điện ảnh đào tạo. Thời gian này ông đã sáng tác âm nhạc cho một số vở chèo được phát trên truyền hình, đài Phát Thanh Tiếng nói Việt Nam, và cho các tiết mục biểu diễn của đoàn.
1981- 1985, ông theo học lớp sáng tác hệ chính quy 5 năm tại Nhạc viện Hà Nội (nay là Học viện Âm nhạc Quốc gia Việt Nam)
1986, ông được mời về làm giảng viên âm nhạc cho Trường đại học Sân khấu điện ảnh Hà nội, khoa kịch hát dân tộc.
1997, ông là thành viên trong hội đồng nghệ thuật của Nhà hát chèo Việt Nam và thực hiện mạnh mẽ đường lối cách tân, cải tiến, hiện đại hóa âm nhạc chèo.
Những năm cuối thập niên 90, ông tích cực tham gia giảng dạy cho các lớp chính quy, tại chức cho Đại học Văn hóa Hà Nội, khoa âm nhạc của trường Đại học Sư phạm I, trường Đại học Sư phạm nghệ thuật, v.v...
Từ 2003, ông nhận được học bổng nhà nước đi tu nghiệp trên đại học tại Nhạc viện Quốc gia Paris - Cộng hòa Pháp (Consérvatoire national supérieur de Musique et de Danse de Paris) chuyên ngành sáng tác nhạc đương đại với hai giáo sư: Allain Gaussin và Michèle Reverdy, hai giáo sư này đều là học trò của nhà soạn nhạc Olivier Messiaen.
2005, trở về Việt Nam, ông nhận được nhiều lời mời giảng dạy tại các trường Đại học trong cả nước và tiếp tục con đường cách tân âm nhạc dân tộc.

## Tư tưởng thẩm mỹ âm nhạc
Âm nhạc của ông là sự kết hợp uyển chuyển, thành thục giữa tinh hoa âm nhạc dân tộc cổ truyền với tính bác học của âm nhạc Tây phương. Là nhạc sĩ cống hiến cho nghệ thuật Chèo lâu năm và có nhiều cách tân, hiện đại hóa, cải tiến để sự phát triển của âm nhạc Chèo bắt kịp hơi thở thời đại. Điều đó được thể hiện từ trong những nét giai điệu đến hòa âm, phối khí, tiết tấu đều là của nhịp sống hiện đại nhưng vẫn mang trong mình cốt cách, vẻ đẹp của Chèo cổ.
Còn trong các tác phẩm viết cho nhạc cụ phương Tây, ông chủ trương "Việt Nam hóa" các nhạc cụ phương Tây bằng cách đưa những chất liệu dân tộc đặc sắc của Việt Nam vào và kết hợp những tinh hoa trong thủ pháp sáng tác cổ truyền dân tộc với những kỹ thuật hiện đại cũng như hình thức, cấu trúc của âm nhạc phương Tây.

## Các tác phẩm

### Giao hưởng
- Symphony Poem "Tre ngà" (Được Hội Nhạc sĩ VN tài trợ)
- Symphony Poem "Biển động"(được Hội Nhạc sĩ VN tài trợ)

### Thính phòng
- String quartet No.1
- Theme and 5 variations for Piano
- Concerto for Cello and Piano
- Tuyển tập các Prélude cho Piano
- Độc tấu sáo trúc có phần đệm của Piano
- Concerto cho bầu và dàn nhạc dân tộc: "Hoài vọng" (Tu thư Nhạc Viện Hà Nội đặt viết).
- Concerto cho nhị và dàn nhạc dân tộc: "Lời ru trong đau thương" (Tu thư Nhạc Viện Hà Nội đặt viết).

### Thanh nhạc
Ông viết không nhiều nhưng mỗi một ca khúc đều là sự chắt lọc cảm xúc và là sự kết hợp tinh tế giữa thơ và nhạc. Một số ca khúc đã được công bố trên phương tiện thông tin đại chúng gồm có: Hạt mưa, Ước hẹn màu xanh, Dòng sông nỗi nhớ, Hẹn ước dưới trăng, Ngọn lửa hồng rực sáng biển Đông, Một thoáng Vĩnh Long, Hẹn gặp Ban mê, Hẹn với dòng sông xanh...
Trong đó bài Hạt mưa được thính giả Đài Tiếng nói Việt Nam bình chọn là một trong bảy bài hát hay nhất năm 1981.

### Nhạc cho sân khấu
Ông đã sáng tác âm nhạc cho hàng trăm vở chèo với đề tài từ cổ điển, dã sử, lịch sử, đến hiện đại với nhiều lần đưa những ý tưởng cách tân của mình lên sân khấu biểu diễn và đã đạt được những thành công đáng kể. Nhiều vở tham dự các cuộc hội diễn toàn quốc đã gây tiếng vang trong dư luận, nhận được sự ngợi khen và ủng hộ của bạn bè đồng nghiệp, đặc biệt là từ các bậc tiền bối như cố Nghệ sĩ Nhân dân Tào Mạt, bộ trưởng Bộ Văn hóa - cố nhạc sĩ Trần Hoàn.... Những vở đã đạt huy chương vàng, bạc như: Giông tố cuộc đời, Chiếc bóng oan khiên, Hồn hoa của núi, Ngọc sáng Vương triều, Nước mắt vua Đinh, Nguyễn Bỉnh Khiêm, Người tử tù mất tích, Trầu cau, Bà Huyện trong mơ,...
Năm 2011 ông được giải Nhạc sĩ xuất sắc ở kỳ hội diễn Chèo hiện đại tổ chức tại Thái Bình. Năm 2015, ông được Nhà nước phong tặng danh hiệu "Nghệ sĩ ưu tú". Hiện nay, ông chủ yếu tham gia công tác đào tạo cho các trường văn hóa - nghệ thuật trong cả nước và tiếp tục cống hiến những sáng tác mới cho nền âm nhạc của Việt Nam.